# Trevor Hoffman
Trevor William Hoffman (Bellflower, 13 ottobre 1967) è un ex giocatore di baseball statunitense che ha giocato nel ruolo di lanciatore di rilievo nella Major League Baseball (MLB). 
Hoffman giocò nel ruolo di closer per i Florida Marlins, i San Diego Padres e i Milwaukee Brewers, incluso un periodo di 15 anni per i Padres. Fu il primo giocatore della storia della MLB a raggiungere le 500 e le 600 salvezze e ne è stato il primatista assoluto tra il 2006 e il 2011. È stato introdotto nella National Baseball Hall of Fame nel 2018.

## Carriera

### Inizi e Minor League
Hoffman frequentò la Savanna High School di Anaheim, California e successivamente il Cypress College di Cypress. Dopo aver cambiato istituto, giocò come interbase per la University of Arizona e fu scelto nell'11º giro del draft MLB 1989 dai Cincinnati Reds. Dopo avere ottenuto scarso successo in battuta, fu trasformato in lanciatore dal momento che era in grado lanciare a 95 miglia l'ora.

### Major League
I Marlins lo acquisirono nell'expansion draft 1992, il 17 novembre, e debuttò nella MLB il 6 aprile 1993, al Joe Robbie Stadium di Miami Gardens contro i Los Angeles Dodgers.
Il 24 giugno 1993, Hoffman venne scambiato assieme ad Andres Berumen e José Martínez con i San Diego Padres in un accordo che portò Rich Rodriguez e la stella Gary Sheffield ai Marlins.
Hoffman fece registrare 20 salvezze nel 1994, la prima stagione come closer dei Padres e negli anni seguenti divenne il volto della franchigia dopo il ritiro di Tony Gwynn. Fece registrare almeno 30 salvezze ogni anno per i successivi 14, eccetto per il 2003 quando passò la maggior parte della stagione a recuperare da un infortunio a una spalla. 
Dopo che San Diego decise di non rinnovargli il contratto dopo la stagione 2008, Hoffman lanciò due anni per i Milwaukee Brewers prima di ritirarsi dopo la stagione 2010.
Hoffman fu convocato per l'All-Star Game sette volte e per due volte arrivò secondo nelle votazioni del Cy Young Award della National League (NL). Si ritirò con i record MLB di 15 stagioni da 20 salvezze, 14 da 30 salvezze (incluse 8 consecutive) e 9 da 40 salvezze (incluse due strisce da 4 consecutive). Si ritirò anche con il maggior numero di strikeout per 9 inning lanciati di qualsiasi lanciatore di rilievo. Anche se arrivò nelle major league dotato di una veloce fastball, un infortunio nel 1994 lo privò permanentemente di questa dote, costringendolo a reinventare il suo stile di lancio. Sviluppò così uno dei migliori cambi di velocità del baseball. L'entrata nelle gare casalinghe di Hoffman accompagnata dalla canzone "Hells Bells" divenne popolare tra i tifosi. 

## Palmarès
- MLB All-Star: 7

1998–2000, 2002, 2006, 2007, 2009
- Lanciatore di rilievo dell'anno: 2

1998, 2006
- Lou Gehrig Memorial Award: 1

2006
- Leader della National League in salvezze: 2

1998, 2006
- Lanciatore del mese: 2

NL: maggio 2005, maggio 2009
- Numero 51 ritirato dai San Diego Padres